# Landesbühne
Die Landesbühne (auch: Landestheater) ist eine in Deutschland verbreitete Organisationsform von öffentlich-rechtlichen Theaterbetrieben. Ihr besonderer kulturpolitischer Auftrag besteht darin, auch Gegenden zu bespielen, in denen kein öffentliches Theater beheimatet ist. In der Regel findet weniger als die Hälfte der Aufführungen am eigentlichen Sitz der Landesbühne statt, was ein wesentliches Unterscheidungsmerkmal zu den Stadt- und Staatstheatern ist. Die Rechtsträgerschaft kann beim jeweiligen Bundesland liegen oder die Landesbühne wird als Kooperation von mehreren Kommunen und Gebietskörperschaften getragen. Das Spektrum an dargebotenen Inszenierungen kann sehr vielfältig sein. In den Spielplänen finden sich alle gängigen Sparten wieder: Schauspiel, Musiktheater (Oper, Operette, Musical), Ballett und Kinder- und Jugendtheater.

## Landesbühnen in Deutschland
In Deutschland gibt es folgende Landesbühnen:

### Baden-Württemberg
- Badische Landesbühne Bruchsal
- Württembergische Landesbühne Esslingen
- Landestheater Tübingen

### Bayern
- Landestheater Dinkelsbühl
- Theater Hof
- Fränkischer Theatersommer – Landesbühne Oberfranken, Hollfeld[2]
- Landestheater Niederbayern, Landshut, Passau, Straubing[3]
- Landestheater Schwaben Memmingen

### Brandenburg
- Neue Bühne Senftenberg
- Uckermärkische Bühnen Schwedt

### Hessen
- Hessisches Landestheater Marburg

### Mecklenburg-Vorpommern
- Theater und Orchester GmbH Neubrandenburg/Neustrelitz
- Vorpommersche Landesbühne

### Niedersachsen
- Theater für Niedersachsen Hildesheim
- Landesbühne Niedersachsen Nord Wilhelmshaven

### Nordrhein-Westfalen
- Grenzlandtheater Aachen
- Westfälisches Landestheater Castrop-Rauxel
- Landestheater Detmold
- Landestheater Burghofbühne Dinslaken
- Rheinisches Landestheater Neuss

### Rheinland-Pfalz
- Landesbühne Rheinland-Pfalz Neuwied

### Sachsen
- Landesbühnen Sachsen, Radebeul bei Dresden
- Elbland Philharmonie Sachsen, Riesa

### Sachsen-Anhalt
- Landesbühne Sachsen-Anhalt, Lutherstadt Eisleben
- Nordharzer Städtebundtheater Halberstadt/Quedlinburg
- Theater der Altmark Stendal

### Schleswig-Holstein
- Schleswig-Holsteinisches Landestheater und Sinfonieorchester Rendsburg

## Landestheater in Österreich
In Österreich gibt es folgende Landestheater:

### Niederösterreich
- Landestheater Niederösterreich, Sankt Pölten

### Tirol
- Tiroler Landestheater Innsbruck

### Salzburg
- Salzburger Landestheater

### Oberösterreich
- Landestheater Linz

### Vorarlberg
- Vorarlberger Landestheater